# Alfredo Marcondes

Alfredo Marcondes este un oraș în São Paulo (SP), Brazilia.